# Carlos I de Albret
Carlos I de Albret (diciembre de 1368 - 25 de octubre de 1415), condestable de Francia (1402-11 y 1413-15) y uno de los comandantes conjuntos que dirigieron al ejército de su país en la trágica batalla de Agincourt. 

## Sus orígenes
Aunque de familia noble (era hijo de Arnaud, Señor de Albret), Carlos cayó prácticamente al rango de un plebeyo cuando la facción borgoñona ganó el poder en la corte francesa.
Sus dotes militares eran de gran calidad. Había aprendido a combatir bajo la égida de Bertrand Du Guesclin y siempre se había destacado como táctico genial y por su valor bajo fuego.

## Agincourt
D'Albret recibió el comando del ejército francés en la batalla de Agincourt conjuntamente con el mariscal Juan Le Maingre (por apelativo «Boucicault») y el Jefe de los Ballesteros de la Casa Real, David de Rambures. Sin embargo, se los sometió a la supervisión de un triunvirato de duques (Juan Sin Miedo de Borgoña; Carlos de Orleans y Juan de Alençon) los cuales, con menor capacidad militar y confundidos por grandes odios y diferencias entre sí, bloquearon, dificultaron y desautorizaron muchas decisiones tácticas de d'Albret y los suyos que pudieron haber significado la diferencia entre el éxito y el fracaso. La más importante diferencia entre las órdenes de d'Albret y las de los tres duques consiste en que el primero quiso, correctamente, no enfrentarse a los ingleses sino acosarlos con pequeñas fuerzas profesionales y móviles, táctica que había aprendido de su maestro Guesclin. Sin embargo, los nobles lo obligaron a formar un gran ejército de poca movilidad, compuesto por soldados reclutados mediante leva, indisciplinado y pobremente motivado. Con esta fuerza fue derrotado en Agincourt.
Carlos d'Albret mandó personalmente la vanguardia principal del ejército francés, y avanzó con ella hasta trabar combate cuerpo a cuerpo con los ingleses (melée). En esta acción resultó muerto.

## Sucesores
El segundo de sus hijos (también llamado Carlos) lo sucedió en el cargo de Condestable. La primogénita (Juana) se casó en 1422 con el conde Juan I de Foix y la menor, Catalina, contrajo matrimonio con Juan de Montagu, hijo ilegítimo del rey Carlos V, comenzando a elevar nuevamente a la nobleza a la hasta entonces caída en desgracia familia d'Albret.